# Richtlijn industriële emissies
De richtlijn industriële emissies (RIE) (Richtlijn 2010/75/EU van het Europees Parlement en de Raad van 24 november 2010 inzake industriële emissies en emissies uit de veehouderij (geïntegreerde preventie en bestrijding van verontreiniging)) is een richtlijn van de Europese Unie die lidstaten van de Europese Unie verplicht om de impact van emissies op het milieu vanuit de industrie en veehouderij te beheersen en te verminderen. De richtlijn hanteert het principe ‘de vervuiler betaalt’ om te bepalen wie de kosten van aanpassingen aan milieubelastende installaties draagt. Het plan om milieuemissies te verlagen is gebaseerd op de inzet van beste beschikbare technologieën om de doelen van de richtlijn te bereiken. Het plan biedt flexibiliteit door de inzet van  beste beschikbare technologieën; er kunnen aan bedrijven vrijstellingen van de richtlijn worden verleend wanneer de kosten van implementatie groter zijn dan de baten. De richtlijn is aangepast met de invoering van EU-richtlijn 2024/1785.